# Anastassija Gorodko
Anastassija Andrejewna Gorodko (kasachisch Анастасия Андреевна Городко, englisch Anastassiya Andreyevna Gorodko; * 14. Mai 2005 in Öskemen, Ostkasachstan) ist eine kasachische Freestyle-Skierin. Sie ist auf die Buckelpisten-Disziplinen Moguls und Dual Moguls spezialisiert. Bei den Weltmeisterschaften 2021 gewann sie auf den Dual Moguls (Parallelbuckelpiste) die Bronzemedaille.

## Biografie

### Jugend und Europacup
Von ihrer Mutter gefördert, begann Anastassija Gorodko im Alter von fünf Jahren mit dem Skifahren auf der Buckelpiste. Sie besucht eine Sportschule und teilt sich die Trainerin Elena Kruglykhina mit ihrer älteren Teamkollegin und Weltmeisterin, Julija Galyschewa.
Gorodko gab am 13. Januar 2020 im Alter von 14 Jahren ihr Debüt im Freestyle-Europacup und dominierte die Konkurrenz auf Anhieb. Ihrem ersten Sieg in Airolo ließ sie in derselben Saison zehn weitere folgen und belegte in 16 Rennen insgesamt 15 Podestplätze. Die Moguls-Gesamtwertung entschied sie mit großem Vorsprung für sich. Danach startete sie nicht mehr im Europacup.
Im März 2021 verpasste sie bei ihren ersten Juniorenweltmeisterschaften in Krasnojarsk die Medaillenränge in beiden Disziplinen nur knapp. In der Single-Disziplin wurde sie Vierte, auf den Dual Moguls belegte sie Rang fünf. Im darauffolgenden Jahr konnte sie in Chiesa in Valmalenco gleich drei Medaillen gewinnen: Nach Silber in der klassischen Disziplin und dem erstmals ausgetragenen Dual-Moguls-Teamwettbewerb (an der Seite von Fedor Bugakov) kürte sie sich auf den Dual Moguls zur Juniorenweltmeisterin.

### Weltcup und Großereignisse
Im Anschluss an ihren höchst erfolgreichen Europacup-Winter gab Anastassija Gorodko am 12. Dezember 2020 ihr Debüt im Freestyle-Skiing-Weltcup. Zehn Wochen später gelang ihr als Neunte im Deer Valley Resort ein erstes Resultat in der erweiterten Weltspitze. Ohne zuvor an Juniorenweltmeisterschaften teilgenommen zu haben, gewann die 15-Jährige bei ihren ersten Weltmeisterschaften im heimischen Almaty hinter den Russinnen Anastassija Smirnowa und Wiktorija Lasarenko die Bronzemedaille auf den Dual Moguls. In der Single-Disziplin belegte sie Rang 13. Weniger erfolgreich verlief ein Jahr später ihr Debüt im Rahmen Olympischer Winterspiele: Nach einem DNF im ersten Lauf verpasste sie das Finale und musste sich mit Rang 21 begnügen.
Ihr vorläufig bestes Weltcup-Ergebnis erreichte Gorodko im März 2022 als Fünfte in Chiesa in Valmalenco.

## Erfolge

### Olympische Spiele
- Peking 2022: 21. Moguls

### Weltmeisterschaften
- Almaty 2021: 3. Dual Moguls, 13. Moguls

### Weltcupwertungen
| Saison  | Moguls Gesamt | Moguls Gesamt | Moguls | Moguls | Dual Moguls | Dual Moguls |
| Saison  | Platz         | Punkte        | Platz  | Punkte | Platz       | Punkte      |
| ------- | ------------- | ------------- | ------ | ------ | ----------- | ----------- |
| 2020/21 | 23.           | 46            | –      | –      | –           | –           |
| 2021/22 | 19.           | 176           | 21.    | 94     | 14.         | 82          |
| 2023/24 | 11.           | 383           | 10.    | 204    | 11.         | 79          |

### Juniorenweltmeisterschaften
- Krasnojarsk 2021: 4. Moguls, 5. Dual Moguls
- Chiesa in Valmalenco 2022: 1. Dual Moguls, 2. Moguls, 2. Dual Moguls Team

### Europacup
- Saison 2019/20: 1. Moguls-Gesamtwertung
- 15 Podestplätze, davon 11 Siege:

| Datum            | Ort         | Land       | Disziplin   |
| ---------------- | ----------- | ---------- | ----------- |
| 13. Januar 2020  | Airolo      | Schweiz    | Dual Moguls |
| 14. Januar 2020  | Airolo      | Schweiz    | Dual Moguls |
| 17. Januar 2020  | Airolo      | Schweiz    | Moguls      |
| 25. Januar 2020  | Font Romeu  | Frankreich | Moguls      |
| 26. Januar 2020  | Font Romeu  | Frankreich | Moguls      |
| 3. Februar 2020  | Tignes      | Frankreich | Dual Moguls |
| 9. Februar 2020  | Åre         | Schweden   | Dual Moguls |
| 14. Februar 2020 | Jyväskylä   | Finnland   | Moguls      |
| 15. Februar 2020 | Jyväskylä   | Finnland   | Dual Moguls |
| 25. Februar 2020 | Taivalkoski | Finnland   | Moguls      |
| 26. Februar 2020 | Taivalkoski | Finnland   | Dual Moguls |

### Weitere Erfolge
- Sieg bei den Sölden-Open 2021